# Kingolus quatuormaculatus
Kingolus quatuormaculatus is een keversoort uit de familie beekkevers (Elmidae). De wetenschappelijke naam van de soort werd in 1865 gepubliceerd door King.